# Most św. Jana Nepomucena w Szprotawie
Most św. Jana Nepomucena w Szprotawie (do 1945 Nepomuk-Brücke) – nieoficjalna nazwa mostu na kanale młyńskim w Szprotawie, zlokalizowanego w osi ul. 3 Maja. Obiekt wpisany do Gminnej Ewidencji Zabytków pod nr 4/2475. 
Obecny most z 1907 ma postać betonowej konstrukcji łukowej o długości 23 m i szerokości 8,5 m, z brukowaną jezdnią i obustronnymi chodnikami. Po jego wschodniej stronie znajduje się barokowy pomnik św. Jana Nepomucena z 1717. Figura świętego umieszczona jest na kamiennej konsoli, na podstawie której widnieje z jednej strony data 1908, natomiast z drugiej daty "1717 / 1908". Od frontu, u stóp świętego umieszczono napis "Joannes Perielitantum Patronus".
Przęsło mostu na krawędziach zdobi boniowanie. Obiekt zdobią także żelazne, kute balustrady z okresu budowy mostu. Oświetlenie zapewniają kute latarnie.
Istnienie w tym miejscu przeprawy wzmiankowane jest od średniowiecza; w rejonie tym w r. 1000 przeprawił się przez Bóbr cesarz Otto III w drodze do Gniezna. Jeden z wcześniejszych, stojących w tym miejscu mostów posiadał zadaszenie. 
Most wchodzi w skład ciągu czterech przepraw przerzuconych przez różne cieki wodne i wyprowadzających ruch komunikacyjny z centrum Szprotawy w kierunku południowym. Szlak ten tworzą obecne ulice Muzealna (dawniej Świerczewskiego) i 3 Maja. Zlokalizowane przy nich mosty pochodzą z różnych okresów historycznych i wybudowane zostały w różnych stylach architektonicznych. Licząc od centrum miasta, pierwszym mostem jest ukazany na rycinie F.B. Wernera z 1. poł. XVIII wieku ceglany most na fosie miejskiej.
Most św. Jana Nepomucena (drugi w ciągu) łączy się bezpośrednio z betonowym mostem na Bobrze, odbudowanym tuż po II wojnie światowej w miejscu przeprawy wysadzonej przez niemieckich saperów w lutym 1945. Ostatnim mostem jest ceglano-betonowa konstrukcja z przełomu XVIII/XIX wieku, przerzucona ponad tzw. Rowem rybackim. W jego pobliżu znajdują się pozostałości pomnika krążownika pomocniczego „Möve” (Möve-Denkmal), odsłoniętego 25 sierpnia 1929. Zdobiący pomnik do 2005 betonowy odlew kotwicy znajduje się obecnie w Muzeum Ziemi Szprotawskiej.

## Literatura
- Maciej Boryna: Tajemnice Szprotawy i okolic, 2001 (ISBN 83-913508-1-9)
- Maciej Boryna: Gminna Ewidencja Zabytków - Gmina Szprotawa, 2005
- Hieronim Szczegóła, Maciej Boryna: Szprotawa i okolice 2010 (ISBN 978-83-930486-4-9)